# Chiococca gracilis
Chiococca gracilis är en måreväxtart som beskrevs av Attila L. Borhidi. Chiococca gracilis ingår i släktet Chiococca och familjen måreväxter.
Artens utbredningsområde är Guatemala. Inga underarter finns listade i Catalogue of Life.